# Episodi di McMafia
Le otto puntate della fiction televisiva McMafia furono trasmesse in prima visione assoluta nel Regno Unito dal 1º gennaio all'11 febbraio 2018.
In Italia, la fiction è stata distribuita da Amazon Video dal 2 gennaio al 12 febbraio 2018.
| n° | Titolo    | Prima TV UK      | Pubblicazione Italia |
| -- | --------- | ---------------- | -------------------- |
| 1  | Episode 1 | 1º gennaio 2018  | 2 gennaio 2018       |
| 2  | Episode 2 | 2 gennaio 2018   | 2 gennaio 2018       |
| 3  | Episode 3 | 7 gennaio 2018   | 8 gennaio 2018       |
| 4  | Episode 4 | 14 gennaio 2018  | 15 gennaio 2018      |
| 5  | Episode 5 | 21 gennaio 2018  | 22 gennaio 2018      |
| 6  | Episode 6 | 28 gennaio 2018  | 29 gennaio 2018      |
| 7  | Episode 7 | 4 febbraio 2018  | 5 febbraio 2018      |
| 8  | Episode 8 | 11 febbraio 2018 | 12 febbraio 2018     |